# Xoşkeşin
Xoşkeşin – wieś (kənd) w zachodnim Azerbejdżanie, w Nachiczewańskiej Republice Autonomicznej, w rejonie Culfa, w wiejskim okręgu terytorialnym Əlincə oraz w gminie (azer. bələdiyyə) Əlincə. Jest jedną z dwóch miejscowości, obok wsi Əlincə, tworzących wiejski okręg terytorialny i gminę.
Przed 1 marca 2003 roku wieś Xoşkeşin nazywała się Xoşkeşiş (ówcześnie w wiejskim okręgu terytorialnym Xanəgah). Zmianę wprowadzono na mocy prawa nr 423-IIQ, ogłoszonego przez Prezydenta Republiki Azerbejdżanu İlhama Əliyeva. Jednocześnie, przed 19 czerwca 2009 roku miejscowość Xoşkeşin stanowiła oddzielną gminę. Na mocy prawa nr 839-IIIQ gminę Xoşkeşin połączono z gminą Əlincə.
W klasyfikacji Azərbaycan Respublikası Dövlət Statistika Komitəsi (w wolnym tłum. „Państwowy Komitet Statystyczny Republiki Azerbejdżanu”) wsi nadano unikalny kod 10606028.